# حسن أوزر
حسن أوزر (بالتركية: Hasan Özer) هو لاعب كرة قدم ومدرب كرة قدم تركي في مركز الهجوم، ولد في 1 أكتوبر 1974 في سعرد في تركيا. شارك مع منتخب تركيا لكرة القدم. أما مع النوادي، فقد لعب مع آلتاي إزمير وأنطاليا سبور وتشايكور ريزه سبور وطرابزون سبور وغازي عنتاب سبور ومعمورة العزيز سبور.

## وصلات خارجية
- حسن أوزر على موقع الاتحاد الدولي (مؤرشف)  (الإنجليزية)
- حسن أوزر على موقع اتحاد تركيا (لاعب) (الإنجليزية)
- حسن أوزر على موقع اتحاد تركيا (مدرب) (الإنجليزية)
- حسن أوزر على موقع قاعدة بيانات كرة القدم.إي يو (الإنجليزية)
- حسن أوزر على موقع ناشيونال فوتبول تيمز (الإنجليزية)
- حسن أوزر على موقع Soccerway.com (الإنجليزية)
- حسن أوزر على موقع عالم كرة القدم.نت (الإنجليزية)